# Italienische Fußballnationalmannschaft/Weltmeisterschaften
Der Artikel beinhaltet eine ausführliche Darstellung der italienischen Fußballnationalmannschaft bei Fußball-Weltmeisterschaften. Italien nahm bisher 18-mal an Weltmeisterschaften teil und konnte viermal den Titel erringen, zuletzt 2006 in Deutschland.

## Übersicht
| Jahr | Gastgeberland  | Teilnahme bis …    | Letzte(r) Gegner               | Ergebnis        | Trainer              | Bemerkungen und Besonderheiten |
| ---- | -------------- | ------------------ | ------------------------------ | --------------- | -------------------- | --- |
| 1930 | Uruguay        | nicht teilgenommen |                                |                 |                      | |
| 1934 | Italien        | Finale             | Tschechoslowakei               | Weltmeister     | Vittorio Pozzo       | 1. WM-Titel |
| 1938 | Frankreich     | Finale             | Ungarn                         | Weltmeister     | Vittorio Pozzo       | 1. Titelverteidigung |
| 1950 | Brasilien      | Vorrunde           | Schweden, Paraguay             | 07.             | Ferruccio Novo       | 1. Ausscheiden eines amtierenden Weltmeisters in der Vorrunde |
| 1954 | Schweiz        | Vorrunde           | England, Schweiz, Belgien      | 10.             | Lajos Czeizler       | Aus im Entscheidungsspiel gegen die Schweiz |
| 1958 | Schweden       | nicht qualifiziert |                                |                 |                      | In der Qualifikation an Nordirland gescheitert |
| 1962 | Chile          | Vorrunde           | Deutschland, Schweiz, Chile    | 09.             | Paolo Mazza          | Schlacht von Santiago |
| 1966 | England        | Vorrunde           | Nordkorea, Sowjetunion, Chile  | 09.             | Edmondo Fabbri       | Erste Niederlage gegen eine asiatische Mannschaft |
| 1970 | Mexiko         | Finale             | Brasilien                      | Vizeweltmeister | Ferruccio Valcareggi | Jahrhundertspiel |
| 1974 | Deutschland    | Vorrunde           | Polen, Argentinien, Haiti      | 10.             | Ferruccio Valcareggi | |
| 1978 | Argentinien    | Spiel um Platz 3   | Brasilien                      | Vierter         | Enzo Bearzot         | |
| 1982 | Spanien        | Finale             | Deutschland                    | Weltmeister     | Enzo Bearzot         | Italien stellt mit seinem 3. WM-Titel den Rekord von Brasilien ein Paolo Rossi Torschützenkönig                                                                                   |
| 1986 | Mexiko         | Achtelfinale       | Frankreich                     | 12.             | Enzo Bearzot         | |
| 1990 | Italien        | Spiel um Platz 3   | England                        | Dritter         | Azeglio Vicini       | Halbfinalniederlage im Elfmeterschießen gegen Argentinien Deutschland stellt mit seinem 3. WM-Titel den Rekord von Brasilien und Italien ein Salvatore Schillaci Torschützenkönig |
| 1994 | USA            | Finale             | Brasilien                      | Vizeweltmeister | Arrigo Sacchi        | Niederlage im 1. Elfmeterschießen eines WM-Finales Brasilien wieder alleiniger Rekordweltmeister                                                                                  |
| 1998 | Frankreich     | Viertelfinale      | Frankreich                     | 05.             | Cesare Maldini       | Aus im Elfmeterschießen |
| 2002 | Südkorea/Japan | Achtelfinale       | Südkorea                       | 15.             | Giovanni Trapattoni  | Aus in der Verlängerung durch Golden Goal |
| 2006 | Deutschland    | Finale             | Frankreich                     | Weltmeister     | Marcello Lippi       | 1. Sieg in einem Elfmeterschießen bei einer WM Kopfstoß Zidanes gegen Materazzi                                                                                                   |
| 2010 | Südafrika      | Vorrunde           | Paraguay, Slowakei, Neuseeland | 26.             | Marcello Lippi       | |
| 2014 | Brasilien      | Vorrunde           | England, Costa Rica, Uruguay   | 22.             | Cesare Prandelli     | |
| 2018 | Russland       | nicht qualifiziert |                                |                 |                      | In der Qualifikation wurde Italien hinter Spanien Zweiter und konnte sich in den Playoffspielen der Gruppenzweiten nicht gegen Schweden durchsetzen.                              |
| 2022 | Katar          | nicht qualifiziert |                                |                 |                      | In der Qualifikation wurde Italien hinter der Schweiz Zweiter und scheiterte im Halbfinale der Play-offs an Nordmazedonien.                                                       |

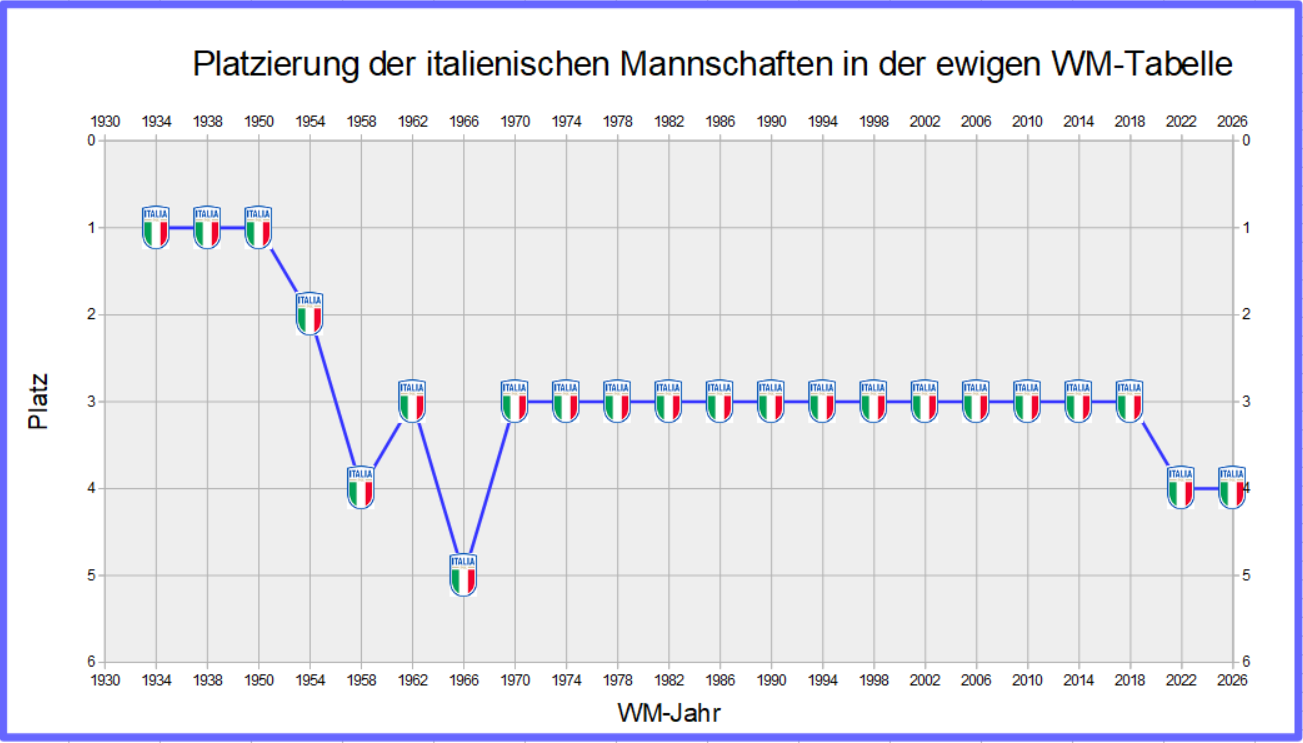
Platzierung der italienischen Mannschaft in der ewigen WM-Tabelle

Finalaufstellungen 1934

Statistik (Angaben inkl. 2022: 22 Weltmeisterschaften; Prozentangaben sind gerundet)
- Teilnahmeverzicht: 1 × (4,5 %; 1930)
- Nicht qualifiziert: 3 × (13,6 %; 1958, 2018 und 2022)
- Sportliche Qualifikation (inkl. Teilnahme als Titelverteidiger): 17 × (77 % bzw. bei 81 % der Versuche)
- Ohne Qualifikation teilgenommen (durch automatische Qualifikation als Gastgeber): 1 × (4,5 %; 1990)
  - Vorrunde: 7 × (31,8 %; 1950, 1954, 1962, 1966, 1974, 2010 und 2014)
  - Achtelfinale: 2 × (9 %; 1986, 2002)
  - Viertelfinale: 1 × (4,5 %; 1998)
  - Dritter: 1 × (4,5 %; 1990)
  - Vierter: 1 × (4,5 %; 1978)
  - Finale: 6 × (27 %; 1934, 1938, 1970, 1982, 1994 und 2006)
    - Vizeweltmeister: 2 × (9 %; 1970 und 1994)
    - Weltmeister: 4 × (18 %; 1934, 1938, 1982, 2006)

Häufigster letzter Gegner: Brasilien und Frankreich (je 3 ×, dabei nur einmal im Elfmeterschießen gewonnen)

## WM-Turniere

### 1930 in Uruguay
An der ersten WM nahm Italien nicht teil.

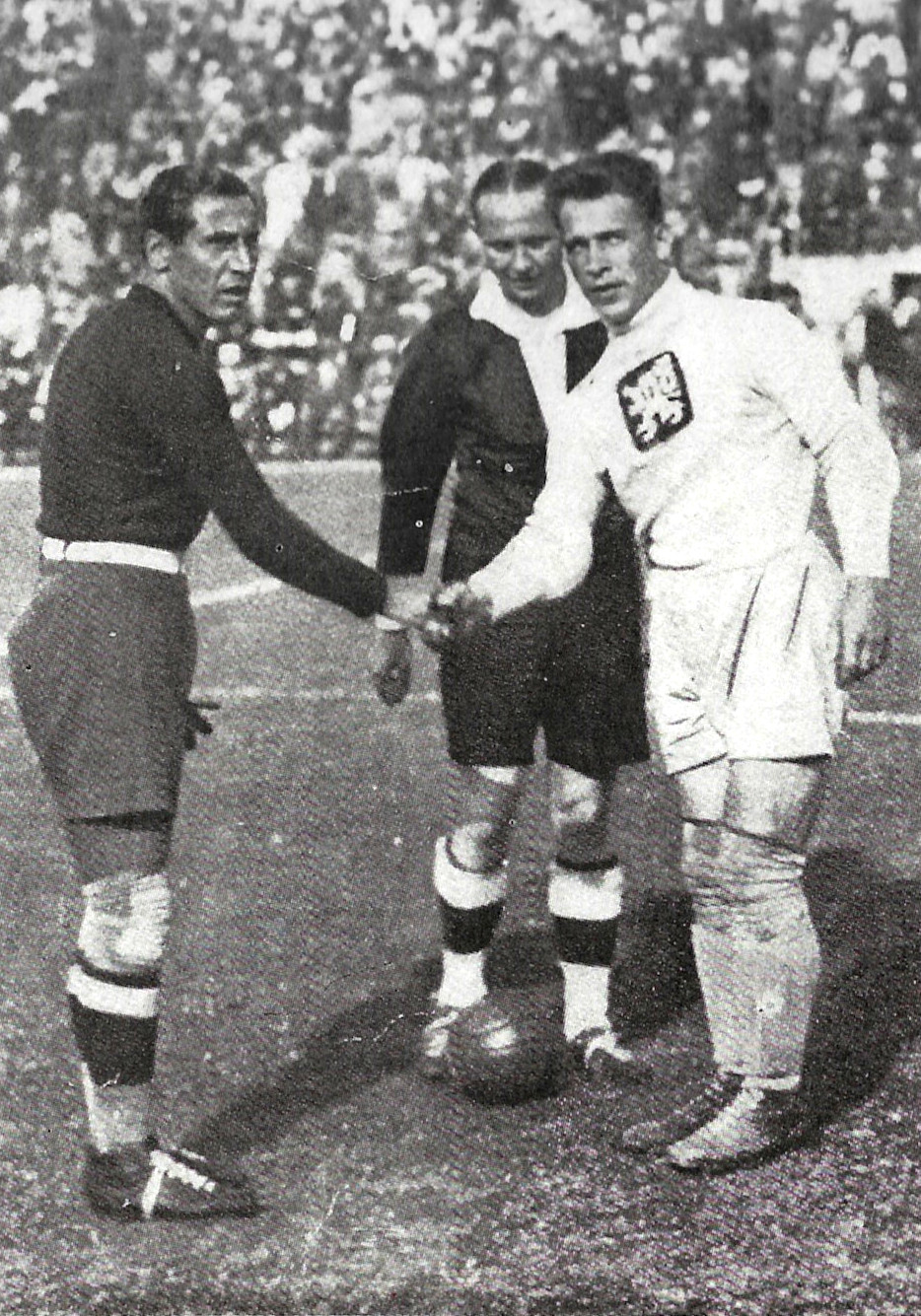
Gianpiero Combi (li.) und František Plánička (re.) vor dem Finale 1934

### 1934 in Italien
Bei der ersten Weltmeisterschaft in Europa konnte Italien den Heimvorteil nutzen, musste sich aber zuvor sogar selber qualifizieren, indem Griechenland zunächst daheim mit 4:0 besiegt und durch Zahlungen hoher Geldbeträge dazu bewegt wurde, auf das Rückspiel zu verzichten. Aber auch die Leistungen der Schiedsrichter trugen dazu bei, dass der italienische Diktator Benito Mussolini den WM-Titel feiern konnte. Zum Auftakt wurde die Mannschaft der USA mit 7:1 abgefertigt, die sich erst drei Tage vorher durch ein zusätzlich angesetztes Qualifikationsspiel gegen Mexiko für die Endrunde qualifiziert hatte. Um das Viertelfinale gegen Spanien zu überstehen, wurden zwei Spiele benötigt: Nach einem 1:1 nach Verlängerung musste einen Tag später ein Wiederholungsspiel entscheiden, das die Italiener durch einen umstrittenen Treffer mit 1:0 gewannen. Zwei Tage später sorgte der schwedische Schiedsrichter Ivan Eklind dafür, das Italien auch gegen Österreich mit 1:0 gewann. Im Finale gegen die Tschechoslowakei wirkte mit Luis Monti auch ein Spieler mit, der vier Jahre zuvor als Argentinier schon einmal im Finale stand und wieder bevorzugte Eklind die Italiener, die am Ende nach 120 Minuten mit 2:1 gewannen.

### 1938 in Frankreich

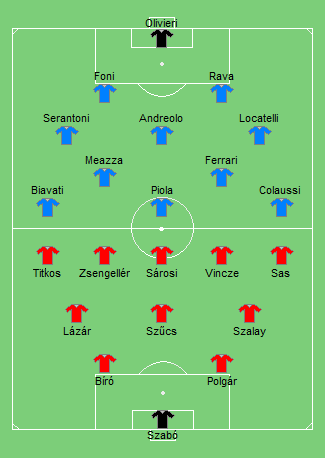
Finalaufstellungen 1938 (Italien spielte in einigen Spielen aber in schwarzen Trikots, der Farbe der Faschisten)

Als Titelverteidiger war Italien automatisch qualifiziert und konnte nach dem Olympiasieg 1936 erneut den WM-Titel gewinnen. Im Finale wurde Ungarn mit 4:2 besiegt, nachdem in den Runden zuvor Norwegen nach Verlängerung, Gastgeber Frankreich und Brasilien (bei denen Torjäger Leônidas für das Finale geschont wurde) besiegt wurden. Bei allen drei Turnieren war Vittorio Pozzo der Trainer und er ist bis heute der einzige Trainer, der zweimal mit seiner Mannschaft Weltmeister werden konnte.

### 1950 in Brasilien
Erneut war Italien als Titelverteidiger automatisch qualifiziert, auch wenn die letzte WM kriegsbedingt zwölf Jahre zurücklag. Ein Jahr vor der WM kam aber die Mannschaft des AC Turin, der damals mit Abstand stärksten Mannschaft Italiens, die auch einen Großteil der Nationalmannschaft stellte, beim Flugunfall von Superga ums Leben. Für die WM musste daher eine neue Mannschaft aufgebaut werden und Italien reiste mit einer relativ unerfahrenen Mannschaft nach Brasilien, in der kein Spieler mehr als 12 Länderspiele bestritten hatte. Erstmals scheiterte der Titelverteidiger – auch bedingt durch den Modus, wonach nur die Gruppensieger die Finalrunde erreichten – in der Vorrunde. Nach einem 2:3 gegen Schweden reichte ein 2:0-Sieg gegen Paraguay nicht zum Gruppensieg.

### 1954 in der Schweiz
Für die WM im Nachbarland qualifizierte sich Italien in einer Europa/Afrika-Gruppe durch zwei Siege gegen Ägypten. In der Schweiz waren England und Italien in einer Gruppe mit Belgien und dem Gastgeber gesetzt und mussten nicht gegeneinander spielen. Italien trat mit einer relativ unerfahrenen Mannschaft an und wurde von dem Ungarn Lajos Czeizler trainiert. Drei Spieler machten im ersten Spiel erst ihr zweites Länderspiel. Nur Kapitän Giampiero Boniperti hatte schon mehr als 20 Länderspiele bestritten. Italien verlor dann das erste Spiel gegen die Schweiz, die ihrerseits anschließend gegen England verlor. Nachdem Italien gegen Belgien gewonnen hatte, hatten die Italiener zwar die bessere Tordifferenz aber ebenso wie die Schweizer 2:2 Punkte und da Tordifferenzen nicht berücksichtigt wurden, mussten sie zu einem Entscheidungsspiel um Platz 2 antreten, in dem der Trainer der Italiener Boniperti für das Viertelfinale schonte. Aber auch dieses konnten die Schweizer gewinnen, wobei die Italiener am von Karl Rappan erfundenen Schweizer Riegel scheiterten, den die Italiener später zum Catenaccio perfektionierten. Italien war damit zum zweiten Mal nacheinander in der Vorrunde ausgeschieden, was sich erst 2010/2014 wiederholen sollte.

### 1958 in Schweden
Zum ersten und bis 2018 einzigen Mal konnte Italien sich nicht qualifizieren, da die Mannschaft in der Qualifikation an Nordirland gescheitert war. Beim 1:2 im entscheidenden Spiel in Nordirland wurde Alcides Ghiggia, der 1950 Uruguay gegen Brasilien zum WM-Titel geschossen hatte, vom Platz gestellt. Juan Schiaffino, sein Mitspieler aus dem Maracanaço, der das 1:1 gegen Brasilien erzielt hatte, stand ebenfalls in der italienischen Elf gegen Nordirland. Für ihn war es das letzte Länderspiel, Ghiggia machte noch ein weiteres. Indirekt Schuld am Ausscheiden hatte auch der Londoner Nebel, denn dieser verhinderte, dass am 4. Dezember 1957 der für das Qualifikationsspiel angesetzte Schiedsrichter in Belfast eintreffen konnte. Das Spiel wurde dann zum Freundschaftsspiel deklariert, da es von einem nordirischen Schiedsrichter geleitet wurde, und für den 15. Januar 1958 neu angesetzt. Mit dem 2:2 im Freundschaftsspiel wäre Italien qualifiziert gewesen.

### 1962 in Chile

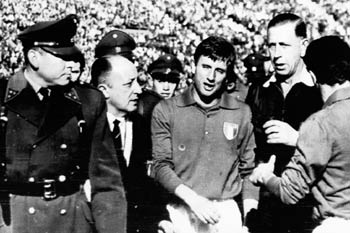
Schlacht von Santiago – Giorgio Ferrini wird von Polizisten vom Feld geführt.

Um sich für die dritte WM in Südamerika zu qualifizieren, benötigte Italien nur zwei Siege gegen Israel. Italien erreichte das Play-off gegen Israel, den Gewinner der Nahost-Ausscheidung, kampflos, weil sich Rumänien von der WM-Qualifikation zurückzog. In Chile kam es mit dem Spiel gegen Deutschland zum ersten Aufeinandertreffen zweier Ex-Weltmeister bei einer WM, aber keinem gelang ein Tor. Da Italien anschließend in der Schlacht von Santiago gegen den Gastgeber verlor und nur gegen die Schweiz gewinnen konnte, scheiterte Italien erneut in der Vorrunde.

### 1966 in England
Für die WM im „Mutterland des Fußballs“ hatte Italien sich durch Spiele gegen Schottland, Polen und Finnland qualifiziert. Da 1963, 1964 und 1965 die Mailänder Vereine Inter und AC den Europapokal der Landesmeister gewonnen hatten, galt Italien als einer der WM-Favoriten, zumal mit Neuling Nordkorea ein vermeintlich schwacher Gegner in der Vorrunde wartete. Aber die Italiener, die schon das Gruppenspiel gegen die Sowjetunion mit 0:1 verloren hatten und denen ein Remis zum Weiterkommen gereicht hätte, verloren auch dieses Spiel mit 0:1 und schieden wieder in der Vorrunde aus. Die gelungene Revanche gegen Chile für die Schlacht von Santiago im ersten Spiel hatte dann nur statistischen Wert.

### 1970 in Mexiko
Für die erste WM in Mittelamerika konnte sich Italien ohne Niederlage durch Spiele gegen die DDR und Wales qualifizieren. Zwei Jahre zuvor hatte Italien den Heimvorteil genutzt und war Europameister geworden. In Mexiko gelang Italien durch ein einziges Tor gegen Schweden der Gruppensieg. Die beiden anderen Spiele gegen Israel und Uruguay endeten torlos. Dies ist bis dato keiner anderen Mannschaft gelungen. Im Viertelfinale gegen Gastgeber Mexiko gelangen dann erstmals mehr Tore und durch ein 4:1 wurde das Halbfinale gegen Deutschland erreicht, in dem es zum Jahrhundertspiel kam und Italien nach Verlängerung mit 4:3 gewann. Auch durch die Strapazen dieses Spiels hatte Italien dann im Finale gegen Brasilien keine Sieg-Chance und verlor mit 1:4.

### 1974 in Deutschland

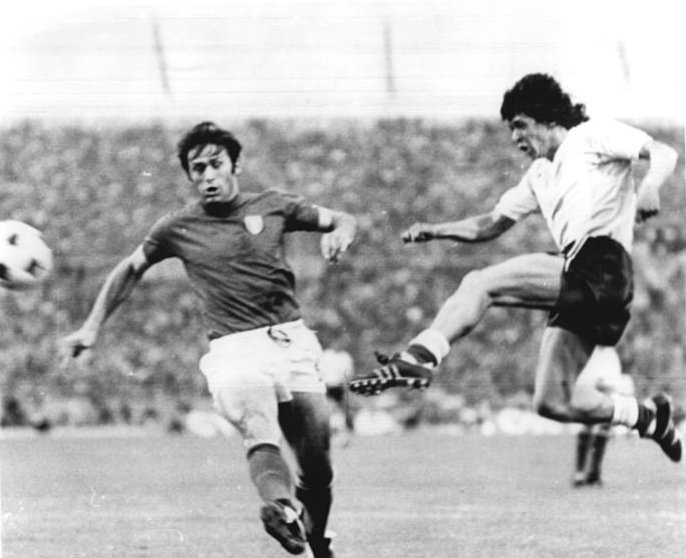
René Houseman (rechts) erzielt das 1:0 für Argentinien. Tarcisio Burgnich (links) kann es nicht verhindern.

Für die erste WM in Deutschland hatte sich Italien durch vier Siege und zwei Remis gegen die Türkei, die Schweiz und Luxemburg qualifiziert und galt – auch dank der erwarteten Unterstützung durch zahlreiche italienische Gastarbeiter – als einer der Favoriten, zumal mit Neuling Haiti und den Staatsamateuren aus Polen in der Vorrunde vermeintlich leichte Gegner warteten. Im ersten Vorrundenspiel war Haiti der Gegner. Den Italienern gelang in der ersten Halbzeit kein Tor, stattdessen beendete Emmanuel Sanon mit dem 1:0 direkt nach dem Wiederanpfiff zur zweiten Halbzeit die längste Serie ohne Gegentor der Italiener: In 12 Spielen zuvor hatte Italien kein Gegentor kassiert, Torhüter Dino Zoff war seit dem 20. September 1972 in 1143 Länderspielminuten ohne Gegentor geblieben. Erst danach konnte Italien dann noch drei Tore schießen und mit 3:1 gewinnen. Das zweite Spiel gegen Argentinien endete zwar 1:1, aber ein weiteres Remis gegen Olympiasieger Polen hätte zum Einzug in die erstmals durchgeführte zweite Finalrunde gereicht. Die durchschnittlich fünf Jahre jüngeren Polen zelebrierten aber modernen Fußball und besiegten Italien mit 2:1, wodurch Italien erneut in der Vorrunde ausschied, da Argentinien, das ebenfalls gegen Polen verloren hatte, gegen Haiti ein Tor mehr schoss als Italien.

### 1978 in Argentinien
Für die vierte WM in Südamerika qualifizierte sich Italien in einer Gruppe mit England, Finnland und Luxemburg nur durch drei mehr erzielte Tore als die Engländer, nachdem beide ihre Heimspiele gegeneinander mit 2:0 gewinnen konnten.
In Argentinien spielte Italien zunächst in einer Gruppe mit dem Gastgeber sowie Frankreich und Ungarn, die sich beide erstmals seit 1966 wieder qualifizieren konnten. Mit drei Siegen erreichte Italien die wieder durchgeführte Zwischenrunde und traf dort auf europäische Gegner. Nachdem das Duell mit Titelverteidiger Deutschland torlos geendet hatte, wurde Österreich mit 1:0 besiegt und nach der 1:2-Niederlage gegen Vizeweltmeister Niederlande wurde dank des 2:3 der Deutschen gegen Österreich das kleine Finale gegen Brasilien erreicht. Dieses verlor Italien mit 1:2 und wurde erstmals Vierter.

### 1982 in Spanien

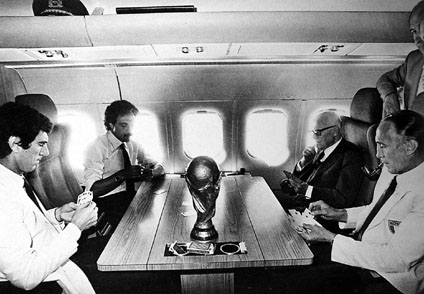
Die italienischen Spieler Dino Zoff (li.) und Franco Causio (2. v. li.) und Trainer Enzo Bearzot (re.) zusammen mit Staatspräsident Sandro Pertini auf dem Rückflug nach dem Gewinn des WM-Pokals

Finalaufstellungen 1982

Die europäische Qualifikation für die WM auf der iberischen Halbinsel wurde erstmals überwiegend in Fünfergruppen ausgetragen, von denen sich die beiden Erstplatzierten für die WM qualifizierten. Italien belegte dabei hinter Jugoslawien und vor Dänemark, Griechenland und Luxemburg Platz 2, erzielte in acht Spielen aber nur zwölf Tore.
In der Gruppenphase musste Italien in einer vermeintlich leichten Gruppe gegen Polen, Neuling Kamerun und Peru antreten. Mit drei Unentschieden und 2:2 Toren konnte sich Italien nur durch ein mehr erzieltes Tor als Gruppenzweiter für die Zwischenrunde qualifizieren. Kamerun, das ebenfalls dreimal remis spielte, musste ungeschlagen die Heimreise antreten. In der Dreiergruppe mit den beiden südamerikanischen Mannschaften Argentinien und Brasilien galt Italien daher als Außenseiter, konnte aber dank Paolo Rossi beide Spiele gewinnen und traf im Halbfinale nochmals auf Polen, gegen das im ersten Gruppenspiel nur ein 0:0 gelang. Wieder war es Rossi, der mit zwei Toren den Sieg sicherte und so kam es zum Endspiel gegen Deutschland. Mit seinem sechsten Turniertor, wodurch er vor dem Deutschen Karl-Heinz Rummenigge Torschützenkönig wurde, leitete Rossi den 3:1-Sieg ein, womit Italien in der Anzahl der Titel mit Brasilien gleichzog. Zudem wurde Rossi auch noch mit dem Goldenen Ball als bester Spieler ausgezeichnet.

### 1986 in Mexiko
Als Titelverteidiger war Italien automatisch für die zweite WM in Mexiko qualifiziert und traf im Eröffnungsspiel auf Bulgarien. Mit einem 1:1 gegen die Bulgaren, einem weiteren 1:1 gegen Argentinien und einem knappen 3:2-Sieg gegen Südkorea konnte sich Italien als Gruppenzweiter für die nun wieder eingeführte K.-o.-Runde qualifizieren. In dieser traf die Mannschaft auf Europameister Frankreich, der vom bei Juventus Turin spielenden Regisseur Michel Platini dirigiert wurde. Dieser konnte bereits in der 15. Minute mit dem 1:0 für die Équipe Tricolore das Aus des Titelverteidigers einleiten. Am Ende stand es 2:0 für den Europameister. Mit der WM endete die Amtszeit von Enzo Bearzot, der in 104 Länderspielen auf der Bank gesessen hatte, so oft wie keiner seiner Vorgänger und Nachfolger.

### 1990 in Italien
Auch für die nächste WM musste sich Italien nicht qualifizieren, sondern nur bei der Bewerbung sich mit 11:5 Stimmen gegen Mitbewerber Sowjetunion durchsetzen, womit Italien zum zweiten Mal Gastgeber war. Ohne Gegentor wurde die Vorrunde gegen die Tschechoslowakei, Österreich und die USA überstanden und auch im Achtel- und Viertelfinale blieb der italienische Torhüter Walter Zenga ohne Gegentor, sodass gegen Uruguay und die erstmals qualifizierten Iren der Einzug ins Halbfinale gegen Titelverteidiger Argentinien gelang. Auch dieses Spiel wurde nicht verloren, aber auch nicht gewonnen und im Elfmeterschießen waren die Argentinier erfahrener, da sie schon das Elfmeterschießen im Viertelfinale siegreich überstanden hatten. So blieb dem Gastgeber das kleine Finale gegen die ebenfalls im Elfmeterschießen gescheiterten Engländer, das mit 2:1 gewonnen wurde. Immerhin konnte Salvatore Schillaci mit sechs Toren Torschützenkönig werden und als bester Spieler den Goldenen Ball erhalten.

### 1994 in den USA
Nach dem Zerfall des Ostblocks hatte sich die Zahl der UEFA-Mitglieder enorm vergrößert, so dass nun die Qualifikation in Gruppen mit fünf bis sieben Teilnehmern durchgeführt wurde und wie vier Jahre zuvor die beiden Erstplatzierten die Endrunde erreichten. Italien konnte dabei die Schweiz, die sich erstmals seit 1966 wieder qualifizieren konnte, sowie Portugal, Schottland, Malta und das erstmals seit 1938 wieder in die Qualifikation gegangene Estland hinter sich lassen und verlor dabei nur das Spiel in der Schweiz.
In den Vereinigten Staaten spielte Italien in einer Gruppe mit Mexiko, Irland und Norwegen, das erstmals seit 1938 wieder dabei war. Da alle vier Mannschaften je ein Spiel gewannen und verloren sowie einmal remis spielten und alle eine ausgeglichene Tordifferenz hatten, war die Anzahl der erzielten Tore und der direkte Vergleich für die Platzierung entscheidend. Italien, das gegen Irland mit 0:1 verloren hatte, wurde hinter Irland Dritter, konnte sich damit aber als einer der vier besten Gruppendritten für das Achtelfinale qualifizieren. Dort traf Italien auf die erstmals qualifizierten Nigerianer. Der Afrikameister führte bis zur 89. Minute mit 1:0 und Italien spielte nach einem Platzverweis gegen Gianfranco Zola ab der 76. Minute nur noch mit zehn Spielern. Dann gelang Roberto Baggio der Ausgleichstreffer und das Spiel ging in die Verlängerung. In dieser sicherte Baggio dann durch ein Strafstoßtor den Einzug ins Viertelfinale. Dort war Spanien der Gegner und wieder war es Baggio der durch den Treffer zum 2:1 den Einzug ins Halbfinale sicherte. Dort traf Italien überraschend auf Bulgarien, das Titelverteidiger Deutschland im Viertelfinale ausgeschaltet hatte, und erneut war es Baggio, der mit zwei Toren beim 2:1 den Einzug ins Finale gegen Brasilien sicherte. Beide hatten bis dahin dreimal den WM-Titel gewonnen und der Sieger würde alleiniger Rekordweltmeister. In 120 Spielminuten gelang keiner Mannschaft ein Tor und so musste erstmals das Elfmeterschießen über den WM-Titel entscheiden. Hier war es ausgerechnet Baggio, der den letzten entscheidenden Elfmeter verschoss, womit Brasilien zum vierten Mal Weltmeister und Italien zum zweiten Mal Vizeweltmeister wurde.

### 1998 in Frankreich
Für die zweite WM im Nachbarland konnte sich Italien nicht direkt qualifizieren, denn anders als vier Jahre zuvor waren nicht alle Gruppenzweiten direkt qualifiziert, sondern nur der beste Gruppenzweite. Italien als zweitbester Gruppenzweiter musste in einer Relegation antreten. Dabei setzte sich Italien durch ein 1:1 in Russland und einen 1:0-Sieg im Heimspiel gegen die Russen durch. Zuvor war man nur Gruppenzweiter hinter England und vor Polen, Georgien und der Moldau geworden. Gegen die beiden Letzteren waren es die ersten Spiele überhaupt.
In Frankreich waren zunächst Chile, Österreich und Kamerun die Gegner und Italien konnte als Gruppensieger ins Achtelfinale einziehen. Hier war Norwegen der Gegner und wurde mit 1:0 besiegt. Im Viertelfinale war dann Gastgeber Frankreich der Gegner und nachdem keiner Mannschaft in 120 Minuten ein Tor gelang, war erneut das Elfmeterschießen entscheidend. Zwar konnte diesmal Roberto Baggio treffen, aber zwei Mitspieler nicht, so dass der Gastgeber mit 4:3 das Elfmeterschießen für sich entschied.

### 2002 in Japan und Südkorea
Für die erste WM in Asien qualifizierte sich Italien souverän als Gruppensieger gegen Rumänien, Georgien, Ungarn sowie Litauen und verlor dabei kein Spiel. In Japan konnte sich Italien nach einem Sieg gegen Ecuador, einer Niederlage gegen Kroatien und einem Remis gegen Mexiko als Gruppenzweiter für das Achtelfinale qualifizieren. Dort traf die Mannschaft in Südkorea auf den Co-Gastgeber Südkorea und musste sich durch ein Golden Goal in der 117. Minute mit 1:2 geschlagen geben. Dabei war Italien in der 18. Minute in Führung gegangen und hielt diese bis zur 88. Minute, ehe Seol Ki-hyeon der Ausgleich gelang. Zwei nicht gegebene Tore und der Feldverweis von Francesco Totti ließen in Italien Verschwörungstheorien aufkommen.

### 2006 in Deutschland

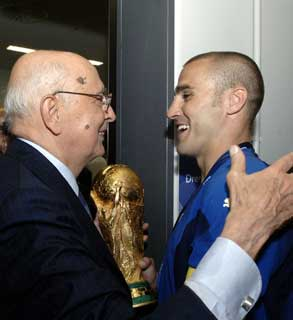
Staatspräsident Giorgio Napolitano begrüßt Fabio Cannavaro mit dem WM-Pokal

Die Finalaufstellungen 2006

Für die zweite WM in Deutschland konnte sich Italien wieder souverän als Gruppensieger vor Norwegen, Schottland, Slowenien, Belarus und Moldau qualifizieren und war nach dem höchsten Sieg (4:1) gegen Deutschland in einem Testspiel drei Monate vor der WM einer der Favoriten. Dort gelang auch in der Gruppe mit den erstmals qualifizierten Ghanaern, Tschechien und den USA der Gruppensieg, wobei nur beim 1:1 gegen die USA ein Punkt abgegeben und ein Gegentor kassiert wurde. Im Achtelfinale gegen Australien hatte Italien dann Glück, als in der fünften Minute der Nachspielzeit ein unberechtigter Elfmeter für Italien gegeben wurde, den Francesco Totti zum 1:0 verwandelte. Marco Materazzi, der später noch eine entscheidende Rolle spielen sollte, hatte in der 51. Minute die Rote Karte gesehen, so dass Italien fast die gesamte zweite Halbzeit mit 10 Spielern spielen musste. Im Viertelfinale waren dann die erstmals qualifizierten Ukrainer der Gegner. Diese hatten zuvor 120 Minuten und ein Elfmeterschießen gebraucht, um sich im Achtelfinale gegen die Schweiz durchzusetzen. Bereits nach sechs Minuten brachte Abwehrspieler Gianluca Zambrotta Italien mit 1:0 in Führung und Luca Toni besorgte mit zwei weiteren Toren den Halbfinaleinzug. Hier traf Italien auf Gastgeber Deutschland. In einem ausgeglichenen Spiel gelang keiner Mannschaft in der regulären Spielzeit ein Tor und in der Verlängerung sah es auch lange danach aus, dass das Elfmeterschießen entscheiden würde, in dem sich die Deutschen, die bereits viermal siegreich ein Elfmeterschießen bei einer WM für sich entscheiden konnten, Vorteile ausrechneten, da Italien noch nie ein Elfmeterschießen gewonnen hatte. In der 119. Minute gelang dann aber Verteidiger Fabio Grosso nach Zuspiel von Andrea Pirlo das 1:0. Gegen die dann vehement auf den Ausgleich drängenden Deutschen gelang Alessandro Del Piero in der Nachspielzeit noch das 2:0, wodurch das deutsche Sommermärchen endete. Im Finale trafen die Italiener dann auf Ex-Weltmeister Frankreich, der bei der vorherigen WM ohne Tor bereits in der Vorrunde ausgeschieden war und sich mit Siegen gegen Spanien, Brasilien und Portugal den Einzug ins Finale erkämpft hatte. Frankreich ging auch bereits nach sieben Minuten durch ein Strafstoßtor von Zinedine Zidane, des besten Spielers des Turniers in Führung, aber bereits zwölf Minuten später konnte Materazzi ausgleichen. Weitere Tore fielen weder in der restlichen regulären Spielzeit noch der Verlängerung, dafür verlor Frankreich in der 110. Minute Zidane, da dieser nach einem Kopfstoß gegen Materazzi die Rote Karte sah. So musste wie 1994 das Elfmeterschießen über den WM-Titel entscheiden und erstmals konnte Italien dieses für sich entscheiden und wurde zum vierten Mal Weltmeister. Zudem wurden Fabio Cannavaro mit dem Silbernen Ball und Andrea Pirlo mit dem Bronzenen Ball als zweit- und drittbeste Spieler sowie Gianluigi Buffon mit dem Lev-Yashin-Preis (seit 2010 Goldener Handschuh) als bester Torhüter der WM ausgezeichnet.

### 2010 in Südafrika
Da seit der WM 2006 der Titelverteidiger nicht mehr automatisch qualifiziert war, musste auch Italien in die Qualifikation, die mit sieben Siegen und drei Remis als Gruppensieger abgeschlossen wurde. Dabei wurden Irland, das vom ehemaligen italienischen Nationaltrainer Giovanni Trapattoni gecoacht wurde, Bulgarien, Zypern, Montenegro, gegen das erstmals gespielt wurde, und Georgien hinter sich gelassen.
Bei der ersten WM in Afrika wurde Italien in eine vermeintlich leichte Gruppe mit Paraguay, der erstmals qualifizierten Slowakei und Neuseeland gelost, das sich erstmals seit 1982 wieder qualifizieren konnte. Nachdem gegen Paraguay und Neuseeland nur jeweils 1:1 gespielt wurde, hätte gegen die Slowakei ein weiteres Remis zum Einzug ins Achtelfinale gereicht. Aber nach 73 Minuten führten die Slowaken durch zwei Tore von Róbert Vittek mit 2:0. Zwar gelang Antonio Di Natale in der 81. Minute der Anschlusstreffer und Italien drängte auf den Ausgleich, aber eine Minute vor Ende der regulären Spielzeit erhöhte der zwei Minuten zuvor eingewechselte Kamil Kopúnek auf 3:1. Der erneute Anschlusstreffer in der Nachspielzeit durch den zur zweiten Halbzeit eingewechselten Fabio Quagliarella konnte das zweite Vorrunden-Aus als Titelverteidiger nicht verhindern.

### 2014 in Brasilien
Für die zweite WM in Brasilien qualifizierte sich Italien unter Cesare Prandelli als zweite europäische Mannschaft durch sechs Siege und vier Remis gegen Dänemark, Tschechien, Bulgarien, Armenien und Malta. Bei der Auslosung gelangte Italien in eine Gruppe, in der erstmals drei Ex-Weltmeister aufeinander trafen. Denn neben Außenseiter Costa Rica wurden noch England und Uruguay zugelost. Aber ausgerechnet der Außenseiter schloss die Gruppe als Gruppensieger ab. Italien hatte zwar England besiegt, verlor aber gegen die Mittel- und die Südamerikaner und belegte nur den dritten Platz. Nach der WM trat Prandelli als Nationaltrainer zurück.

### 2018 in Russland
In der Qualifikation, die im September 2016 begann, trafen die Italiener auf Spanien, Albanien, Israel, Mazedonien und Liechtenstein. Von den ersten fünf Spielen gewannen die Italiener, die seit dem Viertelfinalaus bei der EM 2016 von Gian Piero Ventura trainiert werden, vier Spiele und gaben nur beim 1:1 im Heimspiel gegen Spanien einen Punkt ab. Damit lagen sie nach der Hälfte der Spiele hinter den punktgleichen Spaniern, aufgrund der schlechteren Tordifferenz auf dem zweiten Platz. In der Rückrunde verloren sie dann in Spanien mit 0:3 und gaben zudem im Heimspiel gegen Mazedonien noch einen Punkt ab. Damit wurden sie nur Zweiter, erreichten aber als zweitbester Gruppenzweiter die Playoffspiele der Gruppenzweiten, wo sie auf Schweden trafen. Nach einer 0:1-Auswärtsniederlage konnten sie auch im Heimspiel kein Tor erzielen und verpassten durch ein torloses Remis zum zweiten Mal nach 1958 die WM-Endrunde.

### 2022 in Katar
Für die Qualifikation wurde Italien in eine Fünfergruppe gelost, da die Mannschaft im Herbst 2021 am Final-Four-Turnier der UEFA Nations League 2020/21 teilnahm. Gegner der Italiener waren die Schweiz, Nordirland, Bulgarien und Litauen. Die Schweiz ist häufigster Gegner der Italiener, die von zuvor 58 Spielen 28 gewannen. 22 Spiele endeten remis, acht wurden verloren. Beide trafen vor den Qualifikationsspielen gegeneinander auch bei der EM 2021 in der Gruppenphase aufeinander, wo die Italiener mit 3:0 gewannen und dann auch zum zweiten Mal Europameister wurden. Beide trafen zuvor viermal in WM-Qualifikationsspielen aufeinander, von denen beide je eins gewannen. Auch gegen die Nordiren ist die Bilanz mit sechs Siegen, zwei remis und einer Niederlage positiv. Allerdings bedeutete die eine Niederlage, dass Italien nicht an der WM 1958 teilnehmen konnte. Bulgarien trat zuvor 19-mal gegen Italien an. Dabei konnten die Italiener zehnmal gewinnen, sieben Spiele endeten remis und zwei wurden verloren. Die letzte Niederlage liegt aber 29 Jahre zurück, danach folgten fünf Siege und drei Remis in Pflichtspielen. Gegen Litauen standen zuvor vier Siege und zwei Remis zu Buche – alle in Qualifikationsspielen.
Die Italiener starteten im März 2021 mit drei 2:0-Siegen in die Qualifikation. Die ersten beiden Spiele nach dem Gewinn der Europameisterschaft endeten aber im September 2021 remis (1:1 gegen Bulgarien und 0:0 in der Schweiz). Das dritte Spiel im September konnte dann mit 5:0 gegen Litauen gewonnen werden. Nach 37 Spielen ohne Niederlage verloren die Italiener dann das Halbfinale der Nations League mit 1:2 gegen Spanien. Im November kamen sie dann auch nur zu zwei Remis (1:1 gegen die Schweiz und 0:0 in Nordirland), so dass der Gruppensieg an die Schweizer ging. Als Gruppenzweite hatten die Italiener aber noch die Chance sich über die Play-offs zu qualifizieren. Dazu mussten sie im März 2022 zunächst daheim gegen Nordmazedonien antreten, das in der Gruppe mit Deutschland Gruppenzweiter wurde. Durch eine 0:1-Niederlage, wobei das Tor in der Nachspielzeit fiel, verpassten sie das entscheidende Spiel gegen Portugal, das sich gegen die Türkei mit 3:1 durchgesetzt hatte. Durch die Nichtteilnahme und den Finaleinzugs Argentiniens tauschten beide in der ewigen WM-Rangliste die Plätze, so dass die Italiener nun Vierte sind – seit 1982 hatte es keine Veränderung in den Top 4 gegeben.

### WM 2026 in Kanada, Mexiko und den USA
In der Qualifikation trifft die italienische Mannschaft, nachdem sie sich im Viertelfinale der Nations League nicht gegen Deutschland durchsetzen konnte, in einer Fünfergruppe ab Juni 2025 auf Norwegen, Estland, Israel und die Republik Moldau. Gegen alle haben die Italiener eine positive Bilanz und auch schon WM-Qualifikationsspiele bestritten.

## Spieler

### Rangliste der italienischen WM-Spieler mit den meisten Einsätzen
01. Paolo Maldini: 23 Einsätze bei 4 Turnieren
02. Antonio Cabrini, Fabio Cannavaro, Gaetano Scirea: 18 Einsätze bei 3 bzw. 4 (Cannavaro) Turnieren
05. Dino Zoff: 17 Einsätze bei 3 Turnieren
06. Roberto Baggio, Giuseppe Bergomi: 16 Einsätze bei 3 bzw. 4 Turnieren
07. Gianluigi Buffon, Paolo Rossi: 14 Einsätze bei 4 bzw. 2 Turnieren
09. Claudio Gentile, Marco Tardelli, Gianluca Zambrotta: 13 Einsätze bei 2 bzw. 3 (Zambrotta) Turnieren
11. Dino Baggio, Alessandro Del Piero, Giacinto Facchetti, Sandro Mazzola: 12 Einsätze bei 2 (Baggio) bzw. 3 Turnieren

### Rangliste der italienischen WM-Spieler mit den meisten Toren
01. Christian Vieri, Paolo Rossi und Roberto Baggio – je 9 Tore
04. Salvatore Schillaci – 6 Tore
05. Silvio Piola und Alessandro Altobelli – je 5 Tore
07. Gino Colaussi und Angelo Schiavio – je 4 Tore

### WM-Kapitäne
- 1934: Virginio Rosetta (Achtelfinale), Gianpiero Combi (ab Viertelfinale)
- 1938: Giuseppe Meazza
- 1950: Riccardo Carapellese
- 1954: Giampiero Boniperti (1. Spiel), Egisto Pandolfini (2. und 3. Spiel)
- 1962: Lorenzo Buffon (1. und 3. Spiel), Bruno Mora (2. Spiel)
- 1966: Sandro Salvadore, Giacomo Bulgarelli (gegen Nordkorea)
- 1970, 1974: Giacinto Facchetti
- 1978, 1982: Dino Zoff
- 1986: Gaetano Scirea
- 1990: Giuseppe Bergomi
- 1994: Franco Baresi (1. und 2. Gruppenspiel, Finale), Paolo Maldini (3. Gruppenspiel, Achtel- bis Halbfinale)
- 1998, 2002: Paolo Maldini
- 2006, 2010: Fabio Cannavaro
- 2014: Andrea Pirlo (1. Spiel), Gianluigi Buffon (2. und 3. Spiel)

### Bei Weltmeisterschaften gesperrte Spieler
- 1962: In der Schlacht von Santiago werden die beiden Italiener Giorgio Ferrini und Mario David vom Platz gestellt und sind für das letzte Gruppenspiel gegen die Schweiz gesperrt.
- 1982: In der Zwischenrunde erhält Claudio Gentile in den Spielen gegen Argentinien und Brasilien je eine gelbe Karte und ist für das Halbfinale gesperrt. Die zweite gelbe Karte, die Gabriele Oriali im Finale erhält, hat keine Auswirkung.
- 1986: Giuseppe Bergomi erhält in den ersten beiden Gruppenspielen jeweils eine gelbe Karte und ist für das abschließende Gruppenspiel gegen Südkorea gesperrt.
- 1990: Nicola Berti erhält im Achtelfinale gegen Uruguay die zweite gelbe Karte und ist gegen Irland im Viertelfinale gesperrt.
- 1994: Torwart Gianluca Pagliuca erhält im Gruppenspiel gegen Norwegen die rote Karte wegen Handspiels außerhalb des Strafraums und ist für das letzte Gruppenspiel gegen Mexiko gesperrt. Gianfranco Zola erhält im Achtelfinale gegen Nigeria zwölf Minuten nach seiner Einwechslung die rote Karte und ist für das nächste Spiel gesperrt. Die zwölf Minuten bleiben seine einzige Einsatzzeit. Die zweiten gelben Karte für Alessandro Costacurta und Demetrio Albertini im Halbfinale haben keine Wirkung, da gelbe Karten aus den vorherigen Spielen nach der WM 1990 nicht mehr berücksichtigt werden. Auch die dritte gelbe Karte für Albertini im Finale hat keine Auswirkung.
- 1998: Kapitän Paolo Maldini erhält zwar im Achtelfinale gegen Norwegen die zweite gelbe Karte, da einzelne Verwarnungen aus der Vorrunde aber für die K.-o.-Runde unberücksichtigt bleiben, kann er im Viertelfinale eingesetzt werden.
- 2002: Fabio Cannavaro erhält in der Vorrunde zwei gelbe Karten und ist für das Achtelfinale gegen Co-Gastgeber Südkorea gesperrt. In diesem erhielt Francesco Totti in der Verlängerung die Gelb-Rote Karte, da Italien aber ausschied, hatte sie keinen weiteren Effekt.
- 2006: Daniele De Rossi erhält im Gruppenspiel gegen die USA wegen einer Tätlichkeit die rote Karte und wurde für vier Spiele gesperrt. Marco Materazzi erhält im Achtelfinale gegen Australien die rote Karte und darf gegen die Ukraine nicht mitspielen. Die zweiten gelben Karte für Gennaro Gattuso und Gianluca Zambrotta im Achtelfinale haben wieder ebenso keine Auswirkung wie die zweite für Mauro Camoranesi im Halbfinale, da die gelben Karten aus der Vorrunde nicht mehr berücksichtigt werden. Materazzi, der später zugab Zinedine Zidane im Finale zu seinem Kopfstoß provoziert zu haben, wurde für zwei EM-Qualifikationsspiele gesperrt.[7]
- 2014: Mario Balotelli erhält im letzten Gruppenspiel die zweite gelbe Karte und Claudio Marchisio die rote Karte. Da Italien ausscheidet, hatten die Karten keine weitere Wirkung auf das Turnier, Marchisio ist aber für das nächste offizielle Länderspiel gesperrt.[8]

### Anteil der im Ausland spielenden Spieler im WM-Kader
Italien, Anlaufstelle für viele Legionäre aus anderen Ländern, setzte selber bis 1994 keine Legionäre ein und dann auch nur sehr wenige. Italien wurde damit als einziges Land viermal und als Letztes (2006) ohne Legionäre Weltmeister. Nur Uruguay (1930 und 1950) sowie England (1966) wurden ebenfalls immer ohne Legionäre Weltmeister.
| Jahr (Spiele) | Anzahl (Länder)                | Spieler (Einsätze)                                         |
| ------------- | ------------------------------ | ---------------------------------------------------------- |
| 1934–1954     | 0                              |                                                            |
| 1962–1994     | 0                              |                                                            |
| 1998 (5)      | 2 (1 in England, 1 in Spanien) | Roberto Di Matteo (2), Christian Vieri (5)                 |
| 2002 (4)      | 1 (1 in Spanien)               | Francesco Coco (2)                                         |
| 2006 und 2010 | 0                              |                                                            |
| 2014 (3)      | 3 (3 in Frankreich)            | Salvatore Sirigu (1), Thiago Motta (3), Marco Verratti (2) |

## Spiele
Italien bestritt bisher 83 WM-Spiele gegen 39 verschiedene Gegner, nur Deutschland (106/46) und Brasilien (104/47) haben mehr WM-Spiele und gegen mehr verschiedene Gegner gespielt. 45 Spiele wurden gewonnen, 17 verloren und 21 endeten remis. Kein anderes Land spielte öfter remis. Elfmal mussten Remis-Spiele verlängert werden, da ein Sieger ermittelt werden musste, je zweimal gegen Deutschland und Frankreich. Dabei wurden fünf Spiele in der Verlängerung regulär gewonnen, zudem ein Spiel im Elfmeterschießen. Nur ein Spiel wurde in der Verlängerung ohne Elfmeterschießen verloren (durch Golden Goal), aber drei durch Elfmeterschießen. Ein Spiel wurde wiederholt und in der Wiederholung gewonnen.
Italien nahm zweimal (1934 und 1986, davon 1 × als Gastgeber und 1 × als Weltmeister) am ersten bzw. Eröffnungsspiel teil. Bisher hatte die italienische Mannschaft zwölf Heimspiele bei Weltmeisterschaften und musste am häufigsten (9 ×) gegen den Gastgeber antreten: viermal in der Vorrunde (1954/2 ×, 1962, 1978), dreimal im Viertelfinale (1938, 1970 und 1998) sowie je einmal im Achtelfinale (2002) und im Halbfinale (2006).
Italien verlor dreimal (1970, 1994 und 1998) gegen den späteren Weltmeister. 1978 wurde der spätere Weltmeister in der Vorrunde besiegt.
1978 und 1982 (in der Zwischenrunde), 1986 (in der Vorrunde) und 1990 (im Halbfinale) spielte Italien gegen den Titelverteidiger.
Italien traf 14-mal auf WM-Neulinge: 1934 (als man selber Neuling war)/Spanien, Österreich und Tschechoslowakei, 1938/Norwegen, 1966/Nordkorea, 1970/Israel, 1974/Haiti, 1982/Kamerun, 1990/Irland, 1994/Nigeria, 2002/Ecuador, 2006/Ghana und Tschechien sowie 2010/Slowakei.
Italien spielte bisher gegen Mannschaften aller Konföderationen, was zudem nur Brasilien, Chile, Deutschland, Kroatien, Schottland und der UdSSR gelang.
Am häufigsten traf Italien auf Argentinien, Brasilien, Deutschland und Frankreich (je 5 ×).
Italien spielte bisher in 46 WM-Städten, am häufigsten (7 ×) in Rom.
| Alle WM-Spiele |            |                     |                    |   |                        |                                              | |
| Nr.            | Datum      | Ergebnis            | Gegner             |   | Austragungsort         | Anlass                                       | Bemerkungen |
| 1              | 27.05.1934 | 7:1                 | Vereinigte Staaten | H | Rom                    | Achtelfinale                                 | erstes WM-Spiel erstes Länderspiel gegen die Vereinigten Staaten                                                              |
| 2              | 31.05.1934 | 1:1 n. V.           | Spanien            | H | Florenz                | Viertelfinale                                | |
| 3              | 01.06.1934 | 1:0                 | Spanien            | H | Florenz                | Viertelfinale (Wiederholungsspiel)           | |
| 4              | 03.06.1934 | 1:0                 | Österreich         | H | Mailand                | Halbfinale                                   | |
| 5              | 10.06.1934 | 2:1 n. V.           | Tschechoslowakei   | H | Rom                    | Finale                                       | Erster Weltmeistertitel |
| 6              | 05.06.1938 | 2:1 n. V.           | Norwegen           | * | Marseille (FRA)        | Achtelfinale                                 | |
| 7              | 12.06.1938 | 3:1                 | Frankreich         | A | Paris (FRA)            | Viertelfinale                                | |
| 8              | 16.06.1938 | 2:1                 | Brasilien          | * | Marseille (FRA)        | Halbfinale                                   | Erstes Länderspiel gegen Brasilien                                                                                            |
| 9              | 19.06.1938 | 4:2                 | Ungarn             | * | Paris (FRA)            | Finale                                       | Zweiter Weltmeistertitel Erste Titelverteidigung eines Weltmeisters                                                           |
| 10             | 25.06.1950 | 2:3                 | Schweden           | * | São Paulo (BRA)        | Vorrunde                                     | Erstes Länderspiel außerhalb Europas                                                                                          |
| 11             | 02.07.1950 | 2:0                 | Paraguay           | * | São Paulo (BRA)        | Vorrunde                                     | Erstes Länderspiel gegen Paraguay Letztes Länderspiel unter F. Novo (Präsident), Bardelli, Copernico & Biancone               |
| 12             | 17.06.1954 | 1:2                 | Schweiz            | A | Lausanne (SUI)         | Vorrunde                                     | |
| 13             | 20.06.1954 | 4:1                 | Belgien            | * | Lugano (SUI)           | Vorrunde                                     | |
| 14             | 23.06.1954 | 1:4                 | Schweiz            | A | Basel (SUI)            | Entscheidungsspiel um den Viertelfinaleinzug | Letztes Länderspiel unter Silvio Piola                                                                                        |
| 15             | 31.05.1962 | 0:0                 | BR Deutschland     | * | Santiago (CHL)         | Vorrunde                                     | erstes WM-Spiel zwischen zwei früheren Weltmeistern                                                                           |
| 16             | 02.06.1962 | 0:2                 | Chile              | A | Santiago (CHL)         | Vorrunde                                     | erstes Länderspiel gegen Chile Schlacht von Santiago                                                                          |
| 17             | 07.06.1962 | 3:0                 | Schweiz            | * | Santiago (CHL)         | Vorrunde                                     | Letztes Länderspiel unter Paolo Mazza und Giovanni Ferrari                                                                    |
| 18             | 13.07.1966 | 2:0                 | Chile              | * | Sunderland (ENG)       | Vorrunde                                     | einziger Sieg gegen Chile |
| 19             | 16.07.1966 | 0:1                 | Sowjetunion        | * | Sunderland (ENG)       | Vorrunde                                     | |
| 20             | 19.07.1966 | 0:1                 | Nordkorea          | * | Middlesbrough (ENG)    | Vorrunde                                     | Erstes Länderspiel gegen Nordkorea Erste Niederlage gegen eine asiatische Mannschaft Letztes Länderspiel unter Edmondo Fabbri |
| 21             | 03.06.1970 | 1:0                 | Schweden           | * | Toluca (MEX)           | Vorrunde                                     | |
| 22             | 06.06.1970 | 0:0                 | Uruguay            | * | Puebla (MEX)           | Vorrunde                                     | |
| 23             | 11.06.1970 | 0:0                 | Israel             | * | Toluca (MEX)           | Vorrunde                                     | |
| 24             | 14.06.1970 | 4:1                 | Mexiko             | A | Toluca (MEX)           | Viertelfinale                                | |
| 25             | 17.06.1970 | 4:3 n. V.           | BR Deutschland     | * | Mexiko-Stadt (MEX)     | Halbfinale                                   | Jahrhundertspiel |
| 26             | 21.06.1970 | 1:4                 | Brasilien          | * | Mexiko-Stadt (MEX)     | Finale                                       | |
| 27             | 15.06.1974 | 3:1                 | Haiti              | * | München (GER)          | Vorrunde                                     | Erstes Länderspiel gegen Haiti Ende der längsten Serie von Länderspielen ohne Gegentor (12 Partien)                           |
| 28             | 19.06.1974 | 1:1                 | Argentinien        | * | Stuttgart (GER)        | Vorrunde                                     | 42. und letztes Länderspiel von Luigi Riva (Rekordtorschütze mit 35 Toren)                                                    |
| 29             | 23.06.1974 | 1:2                 | Polen              | * | Stuttgart (GER)        | Vorrunde                                     | Letztes Länderspiel unter Ferruccio Valcareggi                                                                                |
| 30             | 02.06.1978 | 2:1                 | Frankreich         | * | Mar del Plata (ARG)    | Vorrunde                                     | |
| 31             | 06.06.1978 | 3:1                 | Ungarn             | * | Mar del Plata (ARG)    | Vorrunde                                     | |
| 32             | 10.06.1978 | 1:0                 | Argentinien        | A | Buenos Aires (ARG)     | Vorrunde                                     | |
| 33             | 14.06.1978 | 0:0                 | BR Deutschland     | * | Buenos Aires (ARG)     | Zwischenrunde                                | |
| 34             | 18.06.1978 | 1:0                 | Österreich         | * | Buenos Aires (ARG)     | Zwischenrunde                                | |
| 35             | 21.06.1978 | 1:2                 | Niederlande        | * | Buenos Aires (ARG)     | Zwischenrunde                                | |
| 36             | 24.06.1978 | 1:2                 | Brasilien          | * | Buenos Aires (ARG)     | Spiel um Platz 3                             | |
| 37             | 14.06.1982 | 0:0                 | Polen              | * | Vigo (ESP)             | Vorrunde                                     | 100. Länderspiel von Dino Zoff                                                                                                |
| 38             | 18.06.1982 | 1:1                 | Peru               | * | Vigo (ESP)             | Vorrunde                                     | Erstes Länderspiel gegen Peru                                                                                                 |
| 39             | 23.06.1982 | 1:1                 | Kamerun            | * | Vigo (ESP)             | Vorrunde                                     | Erstes Länderspiel gegen Kamerun                                                                                              |
| 40             | 29.06.1982 | 2:1                 | Argentinien        | * | Barcelona (ESP)        | 2. Finalrunde                                | |
| 41             | 05.07.1982 | 3:2                 | Brasilien          | * | Barcelona (ESP)        | 2. Finalrunde                                | |
| 42             | 08.07.1982 | 2:0                 | Polen              | * | Barcelona (ESP)        | Halbfinale                                   | |
| 43             | 11.07.1982 | 3:1                 | BR Deutschland     | * | Madrid (ESP)           | Finale                                       | Dritter Weltmeistertitel |
| 44             | 31.05.1986 | 1:1                 | Bulgarien          | * | Mexiko-Stadt (MEX)     | Eröffnungsspiel                              | |
| 45             | 05.06.1986 | 1:1                 | Argentinien        | * | Puebla (MEX)           | Vorrunde                                     | |
| 46             | 10.06.1986 | 3:2                 | Südkorea           | * | Puebla (MEX)           | Vorrunde                                     | Erstes Länderspiel gegen Südkorea                                                                                             |
| 47             | 17.06.1986 | 0:2                 | Frankreich         | * | Mexiko-Stadt (MEX)     | Achtelfinale                                 | Letztes Länderspiel unter Enzo Bearzot                                                                                        |
| 48             | 09.06.1990 | 1:0                 | Österreich         | H | Rom                    | Vorrunde                                     | |
| 49             | 14.06.1990 | 1:0                 | Vereinigte Staaten | H | Rom                    | Vorrunde                                     | |
| 50             | 19.06.1990 | 2:0                 | Tschechoslowakei   | H | Rom                    | Vorrunde                                     | Letztes Länderspiel gegen die Tschechoslowakei                                                                                |
| 51             | 25.06.1990 | 2:0                 | Uruguay            | H | Rom                    | Achtelfinale                                 | Höchster Sieg gegen Uruguay                                                                                                   |
| 52             | 30.06.1990 | 1:0                 | Irland             | H | Rom                    | Viertelfinale                                | |
| 53             | 03.07.1990 | 1:1 n. V. 3:4 i. E. | Argentinien        | H | Neapel                 | Halbfinale                                   | |
| 54             | 07.07.1990 | 2:1                 | England            | H | Bari                   | Spiel um Platz 3                             | |
| 55             | 18.06.1994 | 0:1                 | Irland             | * | New York City (USA)    | Vorrunde                                     | |
| 56             | 23.06.1994 | 1:0                 | Norwegen           | * | New York City (USA)    | Vorrunde                                     | |
| 57             | 28.06.1994 | 1:1                 | Mexiko             | * | Washington, D.C. (USA) | Vorrunde                                     | |
| 58             | 05.07.1994 | 2:1 n. V.           | Nigeria            | * | Boston (USA)           | Achtelfinale                                 | Erstes Länderspiel gegen Nigeria                                                                                              |
| 59             | 09.07.1994 | 2:1                 | Spanien            | * | Boston (USA)           | Viertelfinale                                | |
| 60             | 13.07.1994 | 2:1                 | Bulgarien          | * | New York City (USA)    | Halbfinale                                   | |
| 61             | 17.07.1994 | 0:0 n. V. 2:3 i. E. | Brasilien          | * | Los Angeles (USA)      | Finale                                       | Erstes WM-Finale, das im Elfmeterschießen entschieden wurde                                                                   |
| 62             | 11.06.1998 | 2:2                 | Chile              | * | Bordeaux (FRA)         | Vorrunde                                     | |
| 63             | 17.06.1998 | 3:0                 | Kamerun            | * | Montpellier (FRA)      | Vorrunde                                     | 100. WM-Tor durch Luigi Di Biagio Einziger Sieg gegen Kamerun                                                                 |
| 64             | 23.06.1998 | 2:1                 | Österreich         | * | Saint-Denis (FRA)      | Vorrunde                                     | 300. Sieg Italiens |
| 65             | 27.06.1998 | 1:0                 | Norwegen           | * | Marseille (FRA)        | Achtelfinale                                 | |
| 66             | 03.07.1998 | 0:0 n. V. 3:4 i. E. | Frankreich         | A | Paris (FRA)            | Viertelfinale                                | Letztes Länderspiel unter Cesare Maldini                                                                                      |
| 67             | 03.06.2002 | 2:0                 | Ecuador            | * | Sapporo (JPN)          | Vorrunde                                     | Erstes Länderspiel gegen Ecuador, 600. Länderspiel                                                                            |
| 68             | 08.06.2002 | 1:2                 | Kroatien           | * | Ibaraki (JPN)          | Vorrunde                                     | |
| 69             | 13.06.2002 | 1:1                 | Mexiko             | * | Ōita (JPN)             | Vorrunde                                     | |
| 70             | 18.06.2002 | 1:2 n. V. G.G.      | Südkorea           | A | Daejeon (KOR)          | Achtelfinale                                 | 126. und letztes Länderspiel von Paolo Maldini                                                                                |
| 71             | 12.06.2006 | 2:0                 | Ghana              | * | Hannover (GER)         | Vorrunde                                     | Erstes Länderspiel gegen Ghana                                                                                                |
| 72             | 17.06.2006 | 1:1                 | Vereinigte Staaten | * | Kaiserslautern (GER)   | Vorrunde                                     | |
| 73             | 22.06.2006 | 2:0                 | Tschechien         | * | Hamburg (GER)          | Vorrunde                                     | Erster Sieg gegen Tschechien                                                                                                  |
| 74             | 26.06.2006 | 1:0                 | Australien         | * | Kaiserslautern (GER)   | Achtelfinale                                 | Erstes Länderspiel gegen Australien                                                                                           |
| 75             | 30.06.2006 | 3:0                 | Ukraine            | * | Hamburg (GER)          | Viertelfinale                                | Höchster Sieg gegen die Ukraine                                                                                               |
| 76             | 04.07.2006 | 2:0 n. V.           | Deutschland        | A | Dortmund (GER)         | Halbfinale                                   | |
| 77             | 09.07.2006 | 1:1 n. V. 5:3 i. E. | Frankreich         | * | Berlin (GER)           | Finale                                       | Vierter Weltmeistertitel 100. Länderspiel von Fabio Cannavaro Ende der ersten Amtszeit von Marcello Lippi                     |
| 78             | 14.06.2010 | 1:1                 | Paraguay           | * | Kapstadt (RSA)         | Vorrunde                                     | |
| 79             | 20.06.2010 | 1:1                 | Neuseeland         | * | Nelspruit (RSA)        | Vorrunde                                     | |
| 80             | 24.06.2010 | 2:3                 | Slowakei           | * | Johannesburg (RSA)     | Vorrunde                                     | 136. und letztes Länderspiel von Rekordnationalspieler Fabio Cannavaro 56. und letztes Länderspiel unter Marcello Lippi       |
| 81             | 14.06.2014 | 2:1                 | England            | * | Manaus (BRA)           | Vorrunde                                     | |
| 82             | 20.06.2014 | 0:1                 | Costa Rica         | * | Recife (BRA)           | Vorrunde                                     | |
| 83             | 24.06.2014 | 0:1                 | Uruguay            | * | Natal (BRA)            | Vorrunde                                     | Letztes Länderspiel unter Cesare Prandelli                                                                                    |

### Höchste Siege und Niederlagen
Die italienische Mannschaft erzielte ihre höchsten Siege gegen folgende Länder bei WM-Turnieren:
- Chile: 2:0 Vorrunde 1966 (einziger Sieg gegen Chile)
- Ecuador: 2:0 Vorrunde 2002 (einziger Sieg gegen Ecuador)
- Ghana: 2:0 Vorrunde 2006 (einziges Spiel gegen Ghana)
- Haiti: 3:1 Vorrunde 1974 (einziger Sieg gegen Haiti)
- Kamerun: 3:0 Vorrunde 1998 (einziger Sieg gegen Kamerun)
- Nigeria: 2:1 n. V. Achtelfinale 1994 (einziger Sieg gegen Nigeria)
- Südkorea: 3:2 Vorrunde 1986 (einziger Sieg gegen Südkorea)
- Tschechien: 2:0 Vorrunde 2006
- Ukraine: 3:0 Viertelfinale 2006

Gegen folgende Länder kassierte die italienische Mannschaft ihre höchsten Niederlagen bei WM-Turnieren:
- Brasilien: 1:4-Finale 1970 (zudem ein 1:4 beim Bicentennial Cup Tournament 1976 und ein 0:3 beim Konföderationen-Pokal 2009)
- Chile: 0:2 Vorrunde 1962 (einzige Niederlage gegen Chile)
- Costa Rica: 0:1 Vorrunde 2014 (einzige Niederlage gegen Costa Rica)
- Nordkorea: 0:1 Vorrunde 1966 (einziges Spiel gegen Nordkorea)
- Schweiz: 1:4 Vorrunde 1954 Entscheidungsspiel um Platz 2 (zudem zwei 0:3-Niederlagen 1911 und 1920)
- Slowakei: 2:3 Vorrunde 2010 (einzige Niederlage gegen die Slowakei)
- Südkorea: 1:2 G.G. Achtelfinale 2002 (einzige Niederlage gegen Südkorea)

## Bilanz gegen die anderen Weltmeister bei Weltmeisterschaften
- Argentinien: 5 Spiele: 2 Siege, 3 Remis (1 Niederlage n. E.); 6:4 Tore
- Brasilien: 5 Spiele (davon 2 × Finale, 1 × Platz 3, 1 × Halbfinale): 2 Siege, 1 Remis (Niederlage n. E.), 2 Niederlagen; 7:9 Tore
- Deutschland: 5 Spiele (1 × Finale, 2 × Halbfinale), 3 Siege, 2 Remis; 9:4 Tore
- Frankreich: 5 Spiele (davon 1 × Finale): 2 Siege, 2 Remis (je 1 Sieg und 1 Niederlage n. E.), 1 Niederlage; 6:5 Tore
- Spanien: 3 Spiele, 2 Siege, 1 Remis; 4:2 Tore
- Uruguay: 3 Spiele, 1 Sieg, 1 Remis, 1 Niederlage; 2:1 Tore
- England: 2 Spiele, 2 Siege; 4:2 Tore

## Rekorde

### Mannschaft
- Die meisten Unentschieden (21)
- Die wenigsten Spiele (4) um Weltmeister zu werden (1938), ebenso wie Uruguay 1930 und 1950
- Die meisten Spiele mit Verlängerung: 11 × – 5 × gewonnen, 3 × im Elfmeterschießen verloren, je 1 × durch Golden Goal verloren, im Elfmeterschießen gewonnen oder ohne Entscheidung mit anschl. Wiederholungsspiel
- Die häufigsten Halbfinalpaarungen (je 2 ×) waren Deutschland gegen Italien (1970 und 2006) sowie Deutschland gegen Frankreich (1982 und 1986)
- Die meisten Spiele gegen einen WM-Gastgeber. 9 Spiele: 1938, 1954 (2 ×), 1962, 1970, 1978, 1998, 2002, 2006.
- Der späteste entscheidende Elfmeter in der regulären Spielzeit: im Achtelfinale Italien – Australien bei der WM 2006; Francesco Totti verwandelte ihn in der fünften Minute der Nachspielzeit zum 1:0 für Italien
- Die längste Serie an Spielen ohne Gegentreffer: Italien mit fünf Spielen 1990 und Schweiz mit vier Spielen bei der WM 2006 und einem Spiel bei der WM 2010
- Der höchste Sieg und das torreichste Ergebnis im ersten Spiel einer WM: 7:1 gegen die USA 1934
- Der höchste Sieg einer Mannschaft im ersten WM-Spiel: 7:1 gegen die USA 1934
- Erster Gastgeber, der sich qualifizieren musste (1934)
- Erster Weltmeister, der den Titel verteidigen konnte
- Die zweithäufigste Paarung im Finale: Brasilien – Italien (2 ×) nach Deutschland – Argentinien (3 ×)

### Spieler
- Der älteste Teilnehmer, der Weltmeister wurde: Dino Zoff im Alter von 40 Jahren und 133 Tagen bei der WM 1982
- Die meisten Teilnahmen an WM-Turnieren: Gianluigi Buffon (1998–2014, dabei bei vier Turnieren eingesetzt), Antonio Carbajal (Mexiko, 1950–1966) und Lothar Matthäus (Deutschland, 1982–1998): je fünf
- Die zweitmeisten WM-Spielminuten: Paolo Maldini mit 2217 Minuten
- Die meisten WM-Spielminuten ohne Gegentor: Walter Zenga mit 517 Spielminuten (1990)
- Zwei italienische Spieler erzielten WM-Jubiläums-Tore:
  - 0100. Tor: Angelo Schiavio – das 5:1 beim 7:1 im ersten Spiel der WM gegen die USA am 27. Mai 1934
  - 1900. Tor: Christian Vieri – das 1:0 beim 1:2 n. V. gegen Südkorea im Achtelfinale am 18. Juni 2002

### Trainer
- Die meisten Titel eines Trainers: 2, Vittorio Pozzo (1934, 1938)

## Negativrekorde
- Die meisten verlorenen Elfmeterschießen: Italien, England und Spanien (je 3 von 4)
- Erster Titelverteidiger, der ein WM-Spiel verlor und in der Vorrunde ausschied (1950)
- Häufigstes Vorrundenaus als Titelverteidiger: 1950 und 2010
- Gianluca Pagliuca war 1994 der erste Torhüter der eine Rote Karte erhielt.
- Italien ist die einzige Mannschaft, die gegen beide koreanische Mannschaften ein WM-Spiel verloren hat: 1966 mit 0:1 in der Vorrunde gegen Nord- und 2002 mit 1:2 n. V. durch Golden Goal im Viertelfinale gegen Südkorea.

## Elfmeterschießen
Italien ist das einzige Land, das das Finale sowohl im Elfmeterschießen verlor als auch gewann.
| Datum         | Gegner      | Anlass        | Ausgang | Erfolgreiche italienische Schützen                                                 | Italienische Fehlschützen                                                   | Erfolgreiche italienische Torhüter | Besonderheiten                                                                      |
| ------------- | ----------- | ------------- | ------- | ---------------------------------------------------------------------------------- | --------------------------------------------------------------------------- | ---------------------------------- | ----------------------------------------------------------------------------------- |
| 3. Juli 1990  | Argentinien | Halbfinale    | 3:4     | Franco Baresi, Roberto Baggio, Luigi De Agostini                                   | Roberto Donadoni, Aldo Serena                                               | –                                  |                                                                                     |
| 17. Juli 1994 | Brasilien   | Finale        | 2:3     | Demetrio Albertini, Alberigo Evani                                                 | Franco Baresi (über das Tor), Daniele Massaro, Roberto Baggi (über das Tor) | Gianluca Pagliuca (1 ×)            |                                                                                     |
| 3. Juli 1998  | Frankreich  | Viertelfinale | 3:4     | Roberto Baggio, Alessandro Costacurta, Christian Vieri                             | Demetrio Albertini, Luigi Di Biagio (an die Latte)                          | Gianluca Pagliuca (1 ×)            |                                                                                     |
| 9. Juli 2006  | Frankreich  | Finale        | 5:3     | Andrea Pirlo Marco Materazzi, Daniele De Rossi, Alessandro Del Piero, Fabio Grosso | –                                                                           | –                                  | Da ein Franzose an die Latte schoss, musste der letzte Franzose nicht mehr antreten |